# Ziggy Marley
Pour les articles homonymes, voir Marley.
David Nesta Marley, dit Ziggy Marley, né le 17 octobre 1968 à Trenchtown, un quartier de Kingston, est un chanteur jamaïcain et l'un des fils de Bob et Rita Marley. Il a également interprété la chanson thème Believe in Yourself de la série de dessins animés pour enfants Arthur (1996).

## Biographie
Dès 1979, avec ses sœurs Cedella, Sharon et son frère Stephen, il créa le groupe Ziggy Marley and the Melody Makers. Il est également membre du projet Brothers Keepers (en). En 1981, il chante avec son frère Stephen aux funérailles de son père.
En 2003, il sort son premier album en solo : Dragonfly. Il poursuit sur sa lancée jusqu'en 2006 où il sort Love is my religion et remporte le titre de meilleur album reggae devant des artistes comme Matisyahu ou Tanya Stephens lors des Grammy Awards 2007. Ziggy Marley a également prêté sa voix pour le film Gang de requins, sorti en 2004, où il interprète Ernie, une méduse rasta.
Marley est apparu dans le documentaire de 2011 “Reggae Got Soul: The Story of Toots and the Maytals” / “Le reggae a de l’âme: l’histoire de Toots and the Maytals” qui a été diffusé sur la chaîne BBC et a été décrit comme “l’histoire jamais racontée de l’un des artistes les plus influents à avoir jamais émergé de Jamaïque”,.
Le 30 juin 2018, l'artiste s'est produit à Paris pour un concert exceptionnel à l'Élysée-Montmartre qui s'est joué à guichet fermé.

## Discographie
- 1986 Hey World !
- 1988 Conscious Party
- 1989 One Bright Day
- 1991 Jahmekya
- 1993 Joy and Blues (Ziggy Marley & the Melody Makers)
- 1995 Free Like We Want 2 B (Ziggy Marley & the Melody Makers)
- 1997 Fallen Is Babylon
- 1997 Best of Ziggy Marley
- 1999 Spirit of Music
- 2003 Dragonfly
- 2004 The Marley Family Album
- 2006 Love Is My Religion
- 2009 Family Time
- 2011 Wild And Free
- 2012 In Concert
- 2014 Fly Rasta
- 2016 Ziggy Marley
- 2018 ‘´Rebellion Rises ‘´
- 2020 More Family Time
- 2020 Home avec Mathieu Koss
- 2021 Tonika avec Maluma

## Filmographie
- 1990 : Parker Lewis ne perd jamais (saison 1 épisode 05) : lui-même
- 1996 : La Vie de famille : En tant que Ziggy Marley  (saison 7 épisode 05)
- 2001: Amours sous thérapie (The Shrink Is In) de Richard Benjamin (TV)
- 2004: Gang de requins (voix de Ernie une méduse rasta)
- 2004 : Charmed  (saison 6 ; épisode 14) : lui même

- 2011 : A Child's Garden of Poetry d'Amy Schatz (téléfilm) : (voix)
- 2011 : Reggae Got Soul: The Story of Toots and the Maytals / Le reggae a de l’âme: l’histoire de Toots and the Maytals : lui-même[1],[2]
- 2016 : Hawaii 5-0 (épisode 18 ; saison 6 : un Jamaïcain clandestin)
- 2024 : Bob Marley: One Love de Reinaldo Marcus Green (producteur)